# Renault Korea

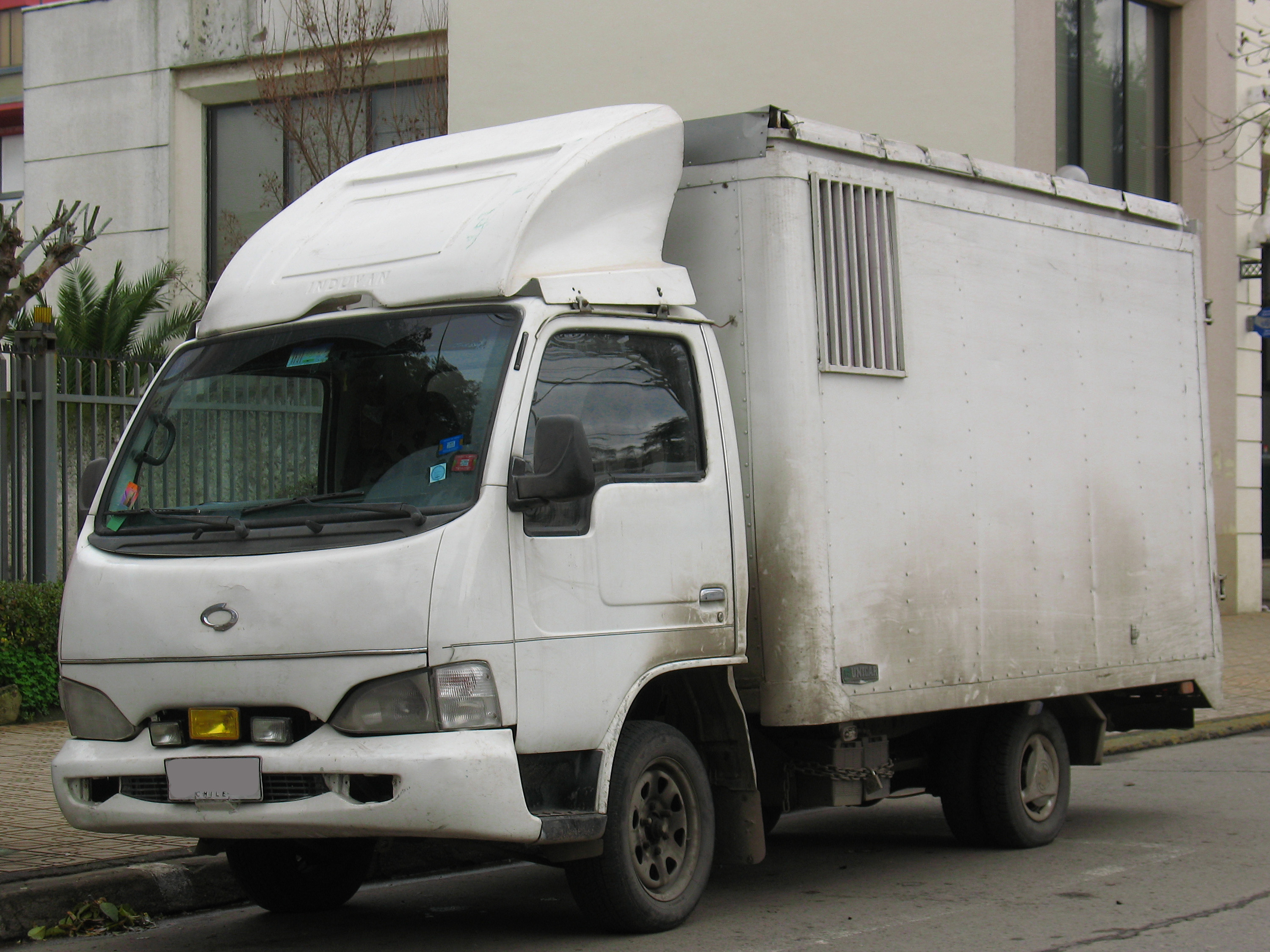
Samsung SV110

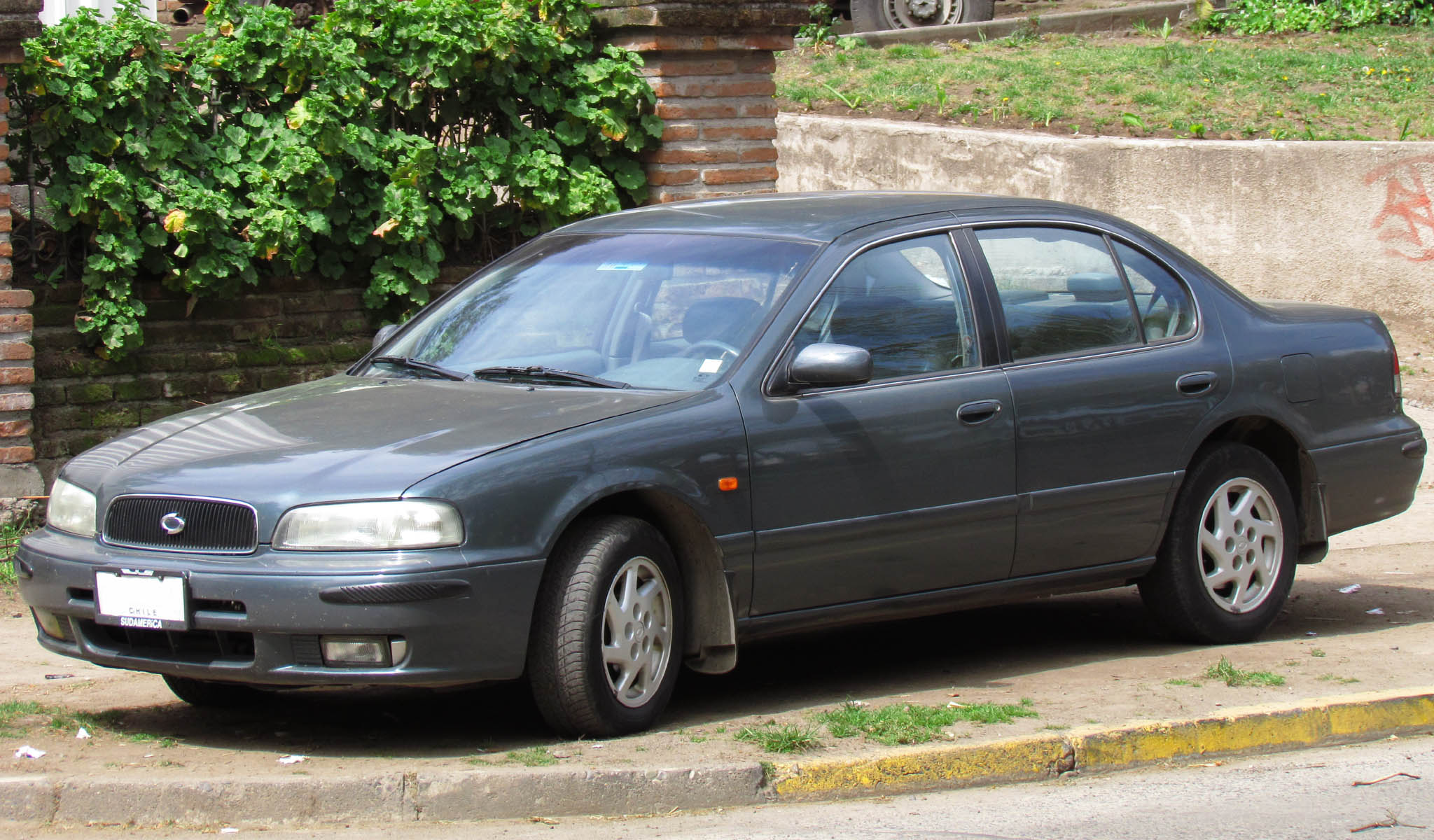
Samsung SQ5

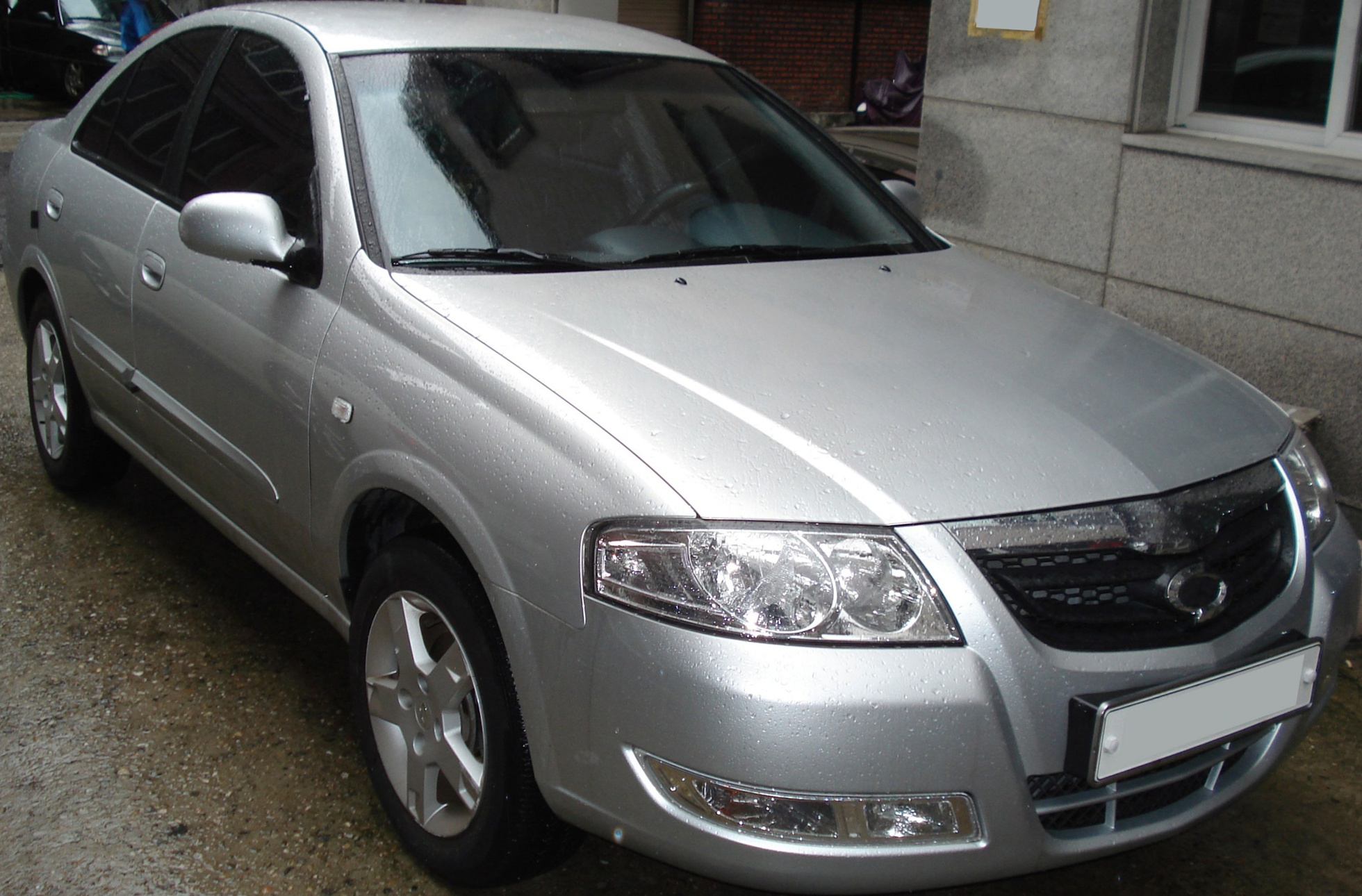
Samsung SM3

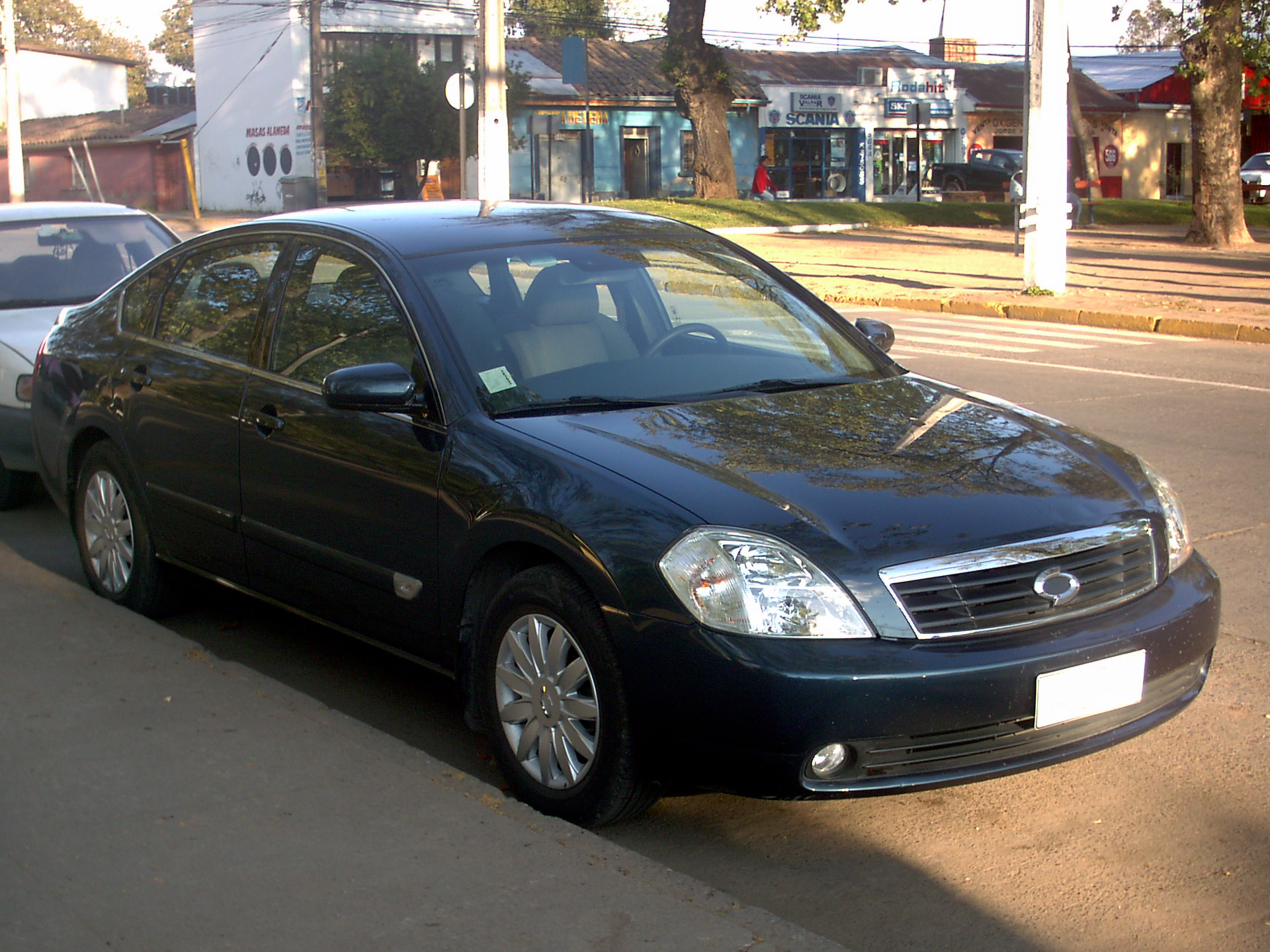
Samsung SM5

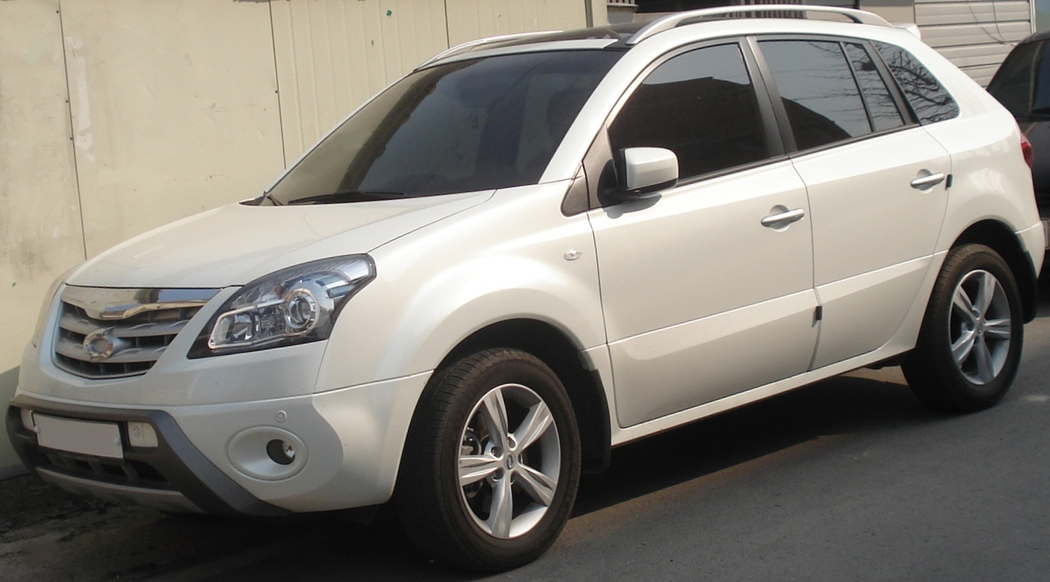
Samsung QM5

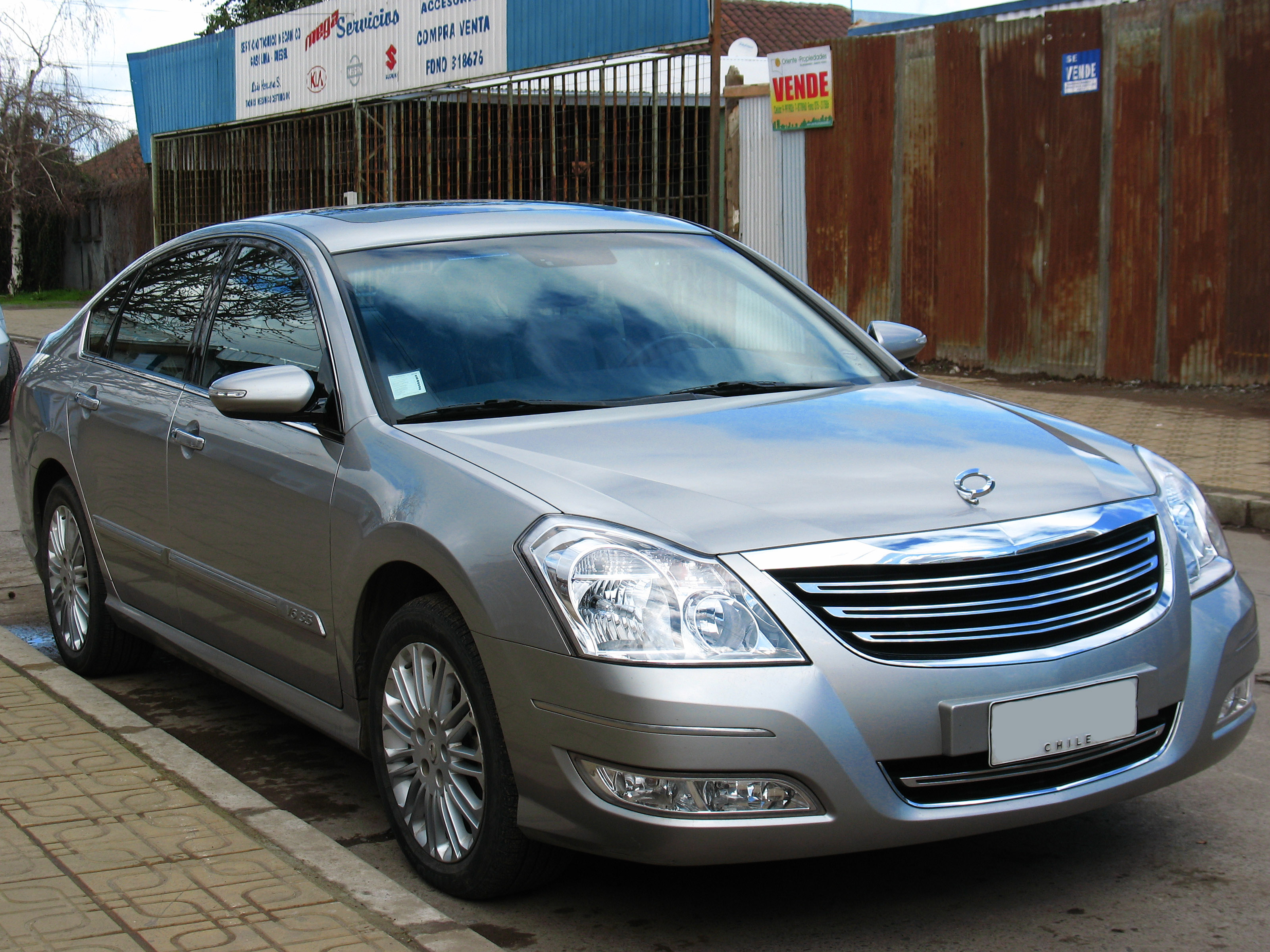
Samsung SM7

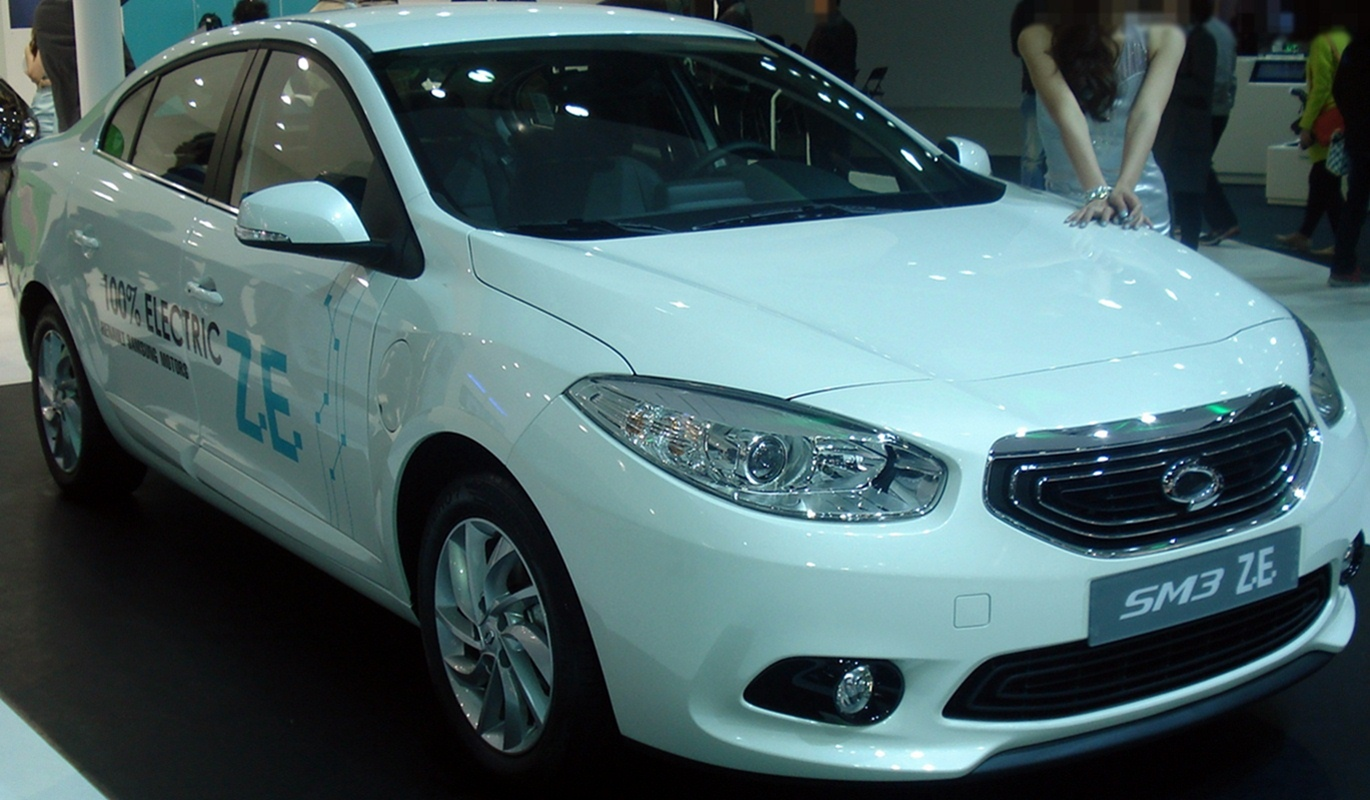
Samsung SM3 Z.E.

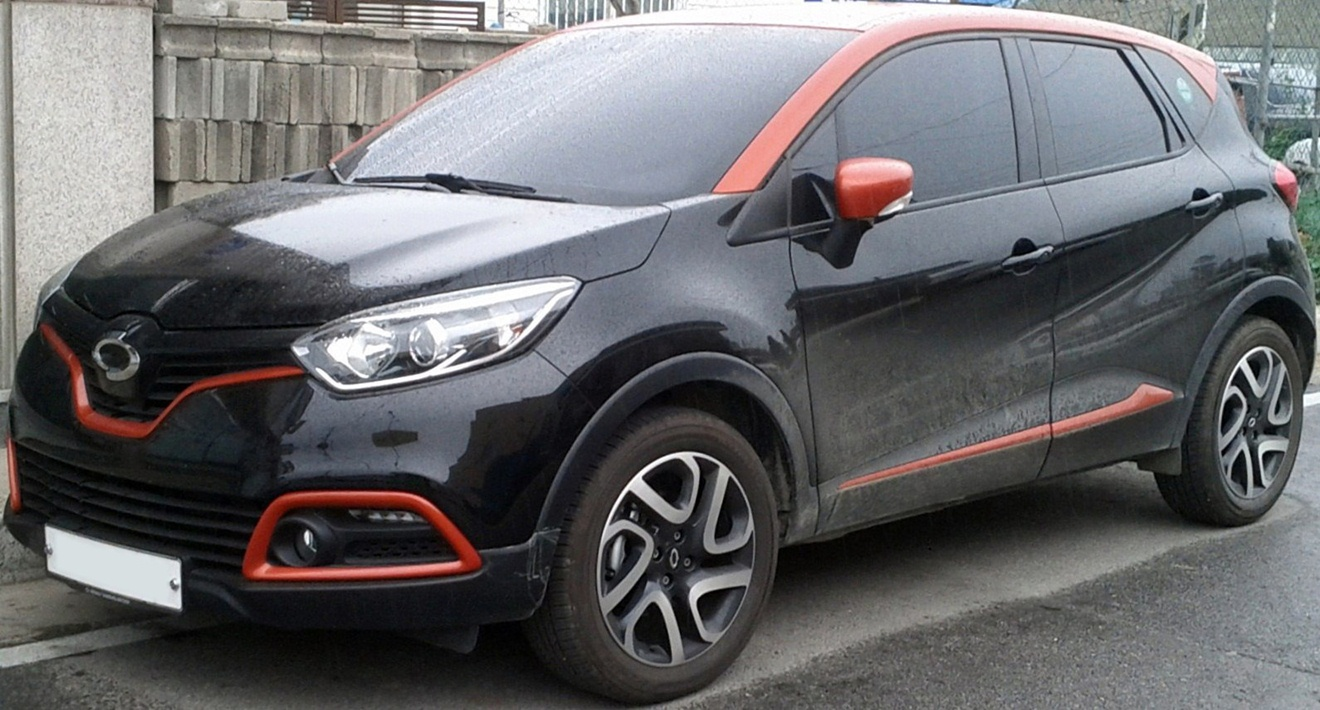
Samsung QM3

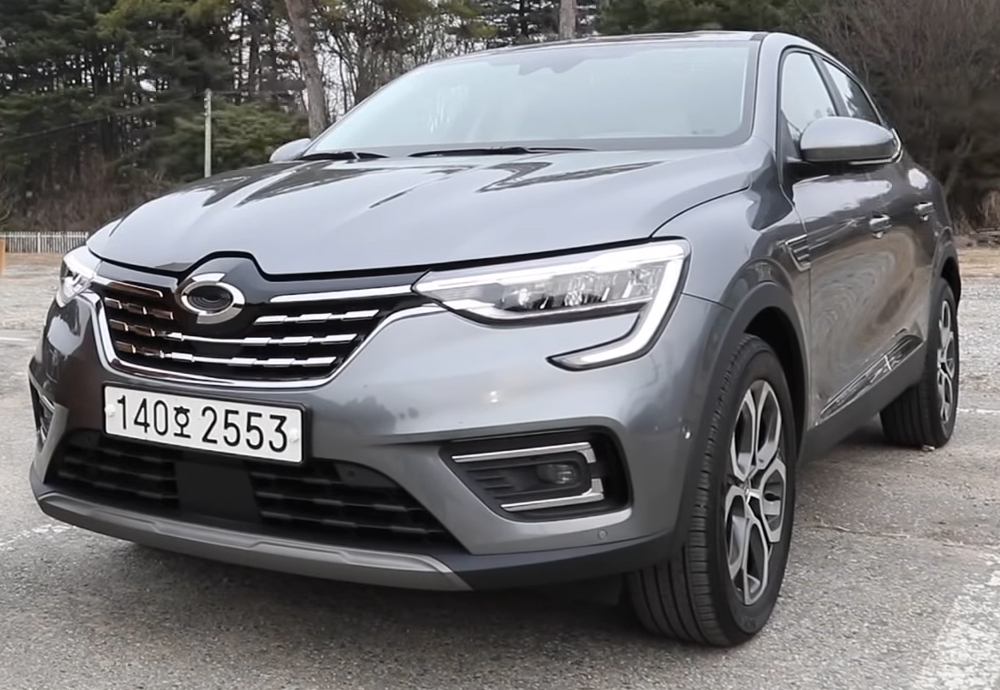
Samsung XM3

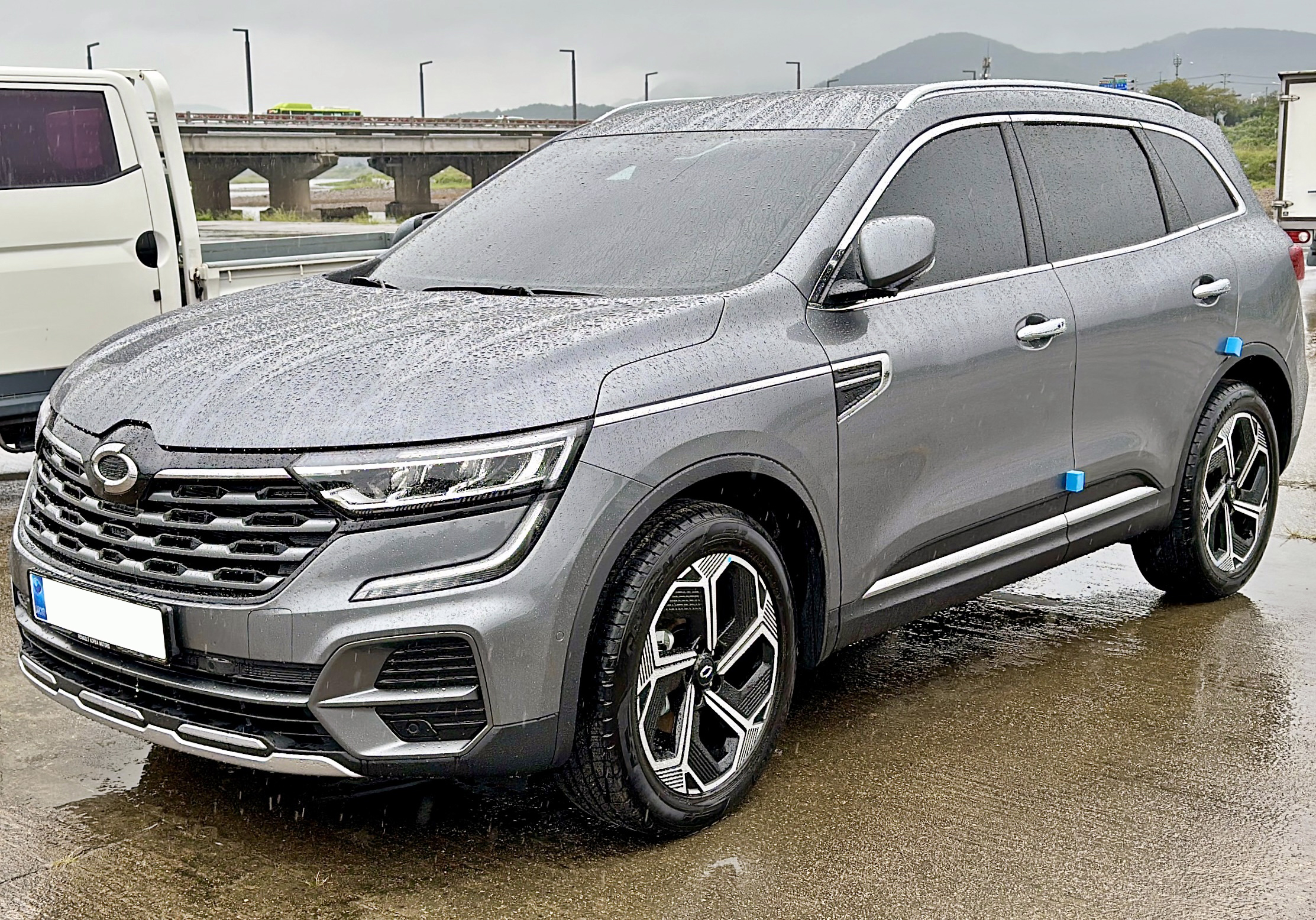
Samsung QM6

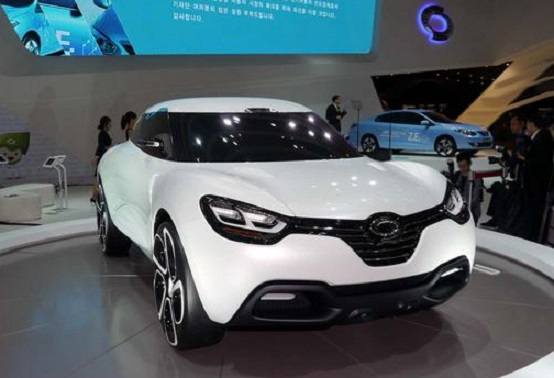
Samsung Captur Concept

Renault Korea (kor. 르노코리아) – południowokoreański producent samochodów osobowych, z siedzibą w Pusanie, działający od 1994 roku. Należy do joint venture pomiędzy francuskim Renault, chińskim Geely i południowokoreańskim Samsungiem.

## Historia

### Samsung Commercial Vehicles
W pierwszej połowie lat 90. XX wieku władze południowokoreańskiego, multibranżowego czebolu Samsung postanowiły wkroczyć również do branży motoryzacyjnej. Zadanie to przypadło filii Samsung Heavy Industries Company, która w 1994 roku rozpoczęła produkcję samochodów ciężarowych Samsung SV110 oraz SM510/SM530 będących bliźniaczymi pojazdami wobec konstrukcji Nissana. W 1996 roku utworzono dedykowane przedsiębiorstwo do wytwarzania ciężarówek o nazwie Samsung Commercial Vehicles, które działało przez kolejne 4 lata aż do ogłoszenia bankructwa w 2000 roku. Proces likwidacji filii Samsunga wytwarzającej ciężarówki zakończono w 2002 roku.

### Samsung Motors
Równolegle z filią delegowaną do produkcji pojazdów ciężarowych, Samsung zdecydował się wkroczyć również do branży samochodów osobowych, tworząc oddział Samsung Motors Inc. w 1994 roku. W latach 1996–1997 zbudowano 40 pojazdów elektrycznych SEV IV. W 1997 r. pojawił się samochód koncepcyjny SSC-1, w tym samym roku nawiązano strategiczne partnerstwo z Nissanem. W jego ramach, w styczniu 1998 roku rozpoczęła się produkcja pierwszego seryjnego samochodu marki Samsung – sedana SQ5 będącego bliźniaczą konstrukcją wobec Nissana Cefiro/Maxima. W tym samym roku Samsung Motors zdecydował się poszerzyć swój zasięg rynkowy, poza rodzimą Koreą Południową wkraczając także do Chile.

### Renault Samsung Motors
1 września 2000 roku francuski koncern motoryzacyjny Renault przejął 70,1% akcji Samsung Motors, zmieniając tym samym nazwę przedsiębiorstwa na Renault Samsung Motors. W styczniu 2006 roku udział Renault w Samsung Motors został zwiększony do 80,1%. Właścicielem pozostałych pozostał Samsung.
Okres przynależności Samsunga do Renault rozpoczął intensywny rozwój oferty modelowej. We wrześniu 2002 roku uruchomiono produkcję mniejszego modelu SM3 technicznie bazującego na japońskim Nissanie Bluebird Sylphy. W listopadzie 2004 roku zadebiutował kolejny, tym razem topowy sedan Samsung SM7, z kolei w styczniu 2005 roku przedstawiono kolejną generację modelu SM5.
W 2008 roku uruchomiono produkcję pierwszego SUV-a, QM5, sprzedawanego również w Europie pod nazwą Renault Koleos. Rok później, w 2009 roku, przedstawiono kolejne wcielenie sedana SM3 jako kolejny model, który trafił do sprzedaży również w Europie pod marką Renault jako Renault Fluence. Odtąd, wszystkie kolejne modele Renault Samsung Motors były już bliźniaczymi konstrukcjami nie Nissana, lecz wyłącznie Renault.
Zakład w Pusan ma roczną zdolność produkcyjną 300 tys. sztuk. Firma produkuje od kilkudziesięciu do blisko 200 tysięcy sztuk samochodów rocznie. W 2004 roku powstało ich 80 906 szt., w 2008 r. – 189 651 sztuk.

### Kryzys i modernizacja oferty
Z początkiem drugiej dekady XXI wieku, Renault Samsung Motors popadło w kryzys związany ze spadającą sprzedażą i presją rodzimej konkurencji w postaci Kii i Hyundaia. Malejąca popularność pojazdów marki do 41% spowodowała masowe zwolnienia w kadrze, początkowo mające dosięgnąć do 80% zatrudnionych, a po negocjacjach ze związkami zawodowymi spadając do 15%.
W 2012 roku producent przedstawił swój pierwszy samochód elektryczny w postaci sedana SM3 Z.E., którego lokalna produkcja w zakładach w Pusan rozpoczęła się rok później, w 2013 roku, 3 lata później stając się najpopularniejszym pojazdem elektrycznym w Korei Południowej.
W 2013 roku Renault Samsung Motors rozpoczęło ofensywę modelową, prezentując miejskiego crossovera QM3, a w kolejnych latach kolejne nowe pojazdy będące bliźniacze wobec konstrukcji Renault, m.in. limuzynę SM6 i następcę SUV-a QM5, większe QM6.
W 2015 roku marka samochodów Samsung stała się po raz pierwszy w historii ograniczona wyłącznie do rodzimego, południowokoreańskiego rynku w związku z decyzją o wycofaniu się z Chile i zastąpieniu tam dotychczasowej oferty Renault. 5 lat później uległo to zmianie w związku z otwarciem oddziału na Filipinach. W lutym 2020 roku Renault Samsung Motors w związku ze znaczną redukcją oferty o przestarzałe modele SM3, SM5 i SM7 z końcem 2019 roku, zapowiedział poszerzenie portfolio w kolejnych miesiącach o 6 nowych pojazdów.

### Restrukturyzacja
W maju 2020 producent przedstawił pierwszy od 4 lat nowy pojazd z logiem Samsunga, SUV-a Coupe XM3. Równocześnie, Renault Samsung Motors po raz pierwszy od zainicjowania współpracy z Renault w 2000 roku rozpoczęło urozmaicać ofertę południowokoreańskiego podległego mu producenta pojazdami importowanymi z Europy pod oryginalną marką, bez znaczków i oznaczeń Samsunga. W maju dotychczasowy model QM3 przejął przy okazji debiutu nowej generacji nazwę europejskiego odpowiednika, Renault Captur. W sierpniu ofertę poszerzył kolejny model ze znaczkiem Renault, elektryczny hatchback Zoe.
W związku z działaniami macierzystego Renault, w połowie 2020 roku pojawiły się spekulacje o rzekomych planach wycofania marki Samsung i zastąpienia go jednolitą, globalną nazwą wraz ze znakiem firmowym, podobnie jak przed 5 laty w Chile. W lipcu przedstawicielstwo Renault Samsung Motors zaprzeczyło takim planom, deklarując zachowanie unikatowego, owalnego loga jednocześnie nie dementując planów usunięcia członu Samsung po 4 sierpnia, kiedy to wygasło prawo do stosowania go przez przedsiębiorstwo. W tym celu zawarto porozumienie pomiędzy południowokoreańską, a francuską centralą, wydłużając okres istnienia filii pod dotychczasową nazwą o półtora roku.

### Era Geely
Ostatecznie, w marcu 2022 roku oficjalnie ogłoszono zmianę dotychczasowej formuły działalności przedsiębiorstwa, na czele z nazwą. Dotychczasowe Renault Samsung Motors porzuciło drugi człon i przemianowano na Renault Korea Motors, z kolei w maju zredukowany został pakiet akcji francuskiego Renault i Samsunga na rzecz nowego, trzeciego podmiotu w postaci chińskiego Geely z 34,2% udziałem. RKM po rebrandingu kontynuowało działalność w podobnej do dotychczasowej postaci, obok produktów ze znaczkiem Renault dalej oferując przez kolejne 2 lata także trzy modele marki i z logiem Samsunga: SM6, XM3 i QM6. 
W 2024 roku całkowicie porzucono markę Samsung i uproszczono nazwę firmy do Renault Korea. Jednocześnie, zaprezentowano zarazem pierwszy z dwóch modeli opracowanych razem z chińskim Geely specjalnie z myślą o południowokoreańskim rynku w ramach projektu Aurora. Został nim średniej wielkości SUV Grand Koleos, bliźniaczy odpowiednik istniejącego już na innych rynkach modelu Geely Xinguye L.

## Modele samochodów

### Obecnie produkowane
- Arkana
- QM6
- Grand Koleos

### Historyczne
- SQ5 (1998–2000)
- SM3 CE (2009–2011)
- QM5 (2006–2016)
- SM5 (2000–2019)
- SM3 (2002–2019)
- SM7 (2004–2019)
- QM3 (2013–2020)
- SM3 Z.E. (2013–2020)
- XM3 (2020–2024)
- QM6 (2016–2024)
- SM6 (2016–2024)

### Ciężarowe
- SV110 (1994–2000)
- SM510 (1994–2000)
- SM530 (1994–2000)

### Studyjne
- Samsung eMX Concept (2009)
- Samsung Captur Concept (2012)